# JVW FC
Der Janine van Wyk Fußballclub (offiziell: JVW FC) ist ein professioneller Frauenfußballverein, der im Johannesburger Stadtteil Bedfordview, Gauteng beheimatet ist und von der Rekordnationalspielerin Janine van Wyk gegründet wurde. Die erste Mannschaft spielt in der höchsten südafrikanischen Frauenfußballliga, der SAFA Women’s League. Die restlichen Mannschaften des Vereins spielen in lokalen und regionalen Ligen, unter der Verwaltung der Eastern Local Football Association.

## Geschichte

### Gründung
Der JVW Fußballclub wurde 2012 durch die südafrikanische Rekordnationalspielerin Janine van Wyk gegründet, die es sich zur Aufgabe gemacht hatte, Fußballspielerinnen zu finden, zu entwickeln, zu verbessern und bekannt zu machen. Bestand der Verein bei seiner Gründung aus 13 Spielerinnen, ist er im Laufe der Jahre gewachsen und besteht mittlerweile aus mehreren Mannschaften in unterschiedlichen Altersgruppen.

### Sasol Women’s National league 2013–2019
2016 hatte die erste Mannschaft ihre bis dahin beste Saison mit einigen Rekorden, als sie zum ersten Mal seit der Gründung des Vereins die Mamelodi Sundowns, die Palace Super Falcons und die Croesus Ladies schlug und die Gauteng Sasol League nach einem 6:0-Sieg gegen die TUKS Ladies im Provinz-Finale gewann. Das Playoff-Finale der Sasol League wurde dann 0:1 gegen Bloemfontein Celtic Ladies verloren.
2019 gelang JVW der Gewinn der Gauteng Sasol League ein zweites Mal. Unter der Führung ihrer Kapitänin Nompumelelo Nyandeni wurde zudem das landesweite Finale gewonnen. Damit sicherte sie sich den Aufstieg in die South African Football Association Women’s National League (SAFA Women’s League), die ebenfalls 2019 gegründet wurde. JVW FC ist damit die erste Mannschaft, der es gelang, in diese höchste Spielklasse im südafrikanischen Frauenfußball aufzusteigen.

### SAFA Women’s league 2020 bis heute
Auf Grund der COVID-19-Pandemie wurde nach der Saison 2019/2020, die noch ohne den JVW Fußballclub ausgetragen wurde, erst im Mai 2021 der Ligabetrieb erneut aufgenommen. Sowohl 2021 als auch 2022 erreichte die erste Mannschaft dabei am Saisonende jeweils Platz 4.
Die Saison 2023 beendete der JVW Fußballclub als Dritter und somit mit seiner bis dato höchsten Platzierung seit dem Aufstieg.

## Bekannte Spielerinnen
Die Co-Gründerin des Vereins und südafrikanische wie auch afrikanische Rekordnationalspielerin Janine van Wyk hat bis zu ihrem Rücktritt vom aktiven Fußball mehrfach für den Club gespielt und ist nun Co-Trainerin der 1. Mannschaft. Im aktuellen Kader der ersten Mannschaft finden sich mit Kaylin Swart und Gabriela Salgado zwei aktuelle südafrikanische Fußballnationalspielerinnen, die auch an der Fußball-Weltmeisterschaft der Frauen 2023 teilgenommen haben. Robyn Moodaly, die ebenfalls für JVW spielt, erklärte nach der Fußball-Weltmeisterschaft der Frauen 2023 ihren Rücktritt aus der Nationalmannschaft.

## Aktueller Kader

### Erste Mannschaft
Stand: 8. März 2024
| Nr.        | Nat.        | Name                  | Geburtsjahr | Spiele A-National. | Bei JVW seit |
| Tor        | Tor         | Tor                   | Tor         | Tor                | Tor          |
| ---------- | ----------- | --------------------- | ----------- | ------------------ | ------------ |
| 01         | Sudafrika   | Kaylin Swart          | 1994        | 43                 | 2021         |
| 25         | Deutschland | Anneliese Hindelang   | 2007        | 0                  | 2023         |
| Abwehr     |             |                       |             |                    |              |
| 04         | Sudafrika   | Taylor Berkovic       | 2004        | 0                  | 2013         |
| 07         | Sudafrika   | Nomathemba Mtsibande  | 1986        | 36                 | 2018         |
| 12         | Sudafrika   | Nomathamsanqa Sikweza | 1996        | 12                 | 2024         |
| 13         | Sudafrika   | Boitumelo Rasehlo     | 1998        | 2                  | 2023         |
| 17         | Sudafrika   | Talia Swartbooi       | 1996        | 0                  | 2021         |
| 20         | Schweden    | Julia Molin           | 1990        | 0                  | 2023         |
| 30         | Sudafrika   | Nelisiwe Mchunu       | 1992        | 2                  | 2023         |
| Mittelfeld |             |                       |             |                    |              |
| 08         | Sudafrika   | Alochia Lelaka        | 1989        | 8                  | 2018         |
| 10         | Sudafrika   | Robyn Moodaly         | 1994        | 43                 | 2019         |
| 27         | Sudafrika   | Julia Goncalves       | 2007        | 0                  | 2016         |
| 35         | Sudafrika   | Mmabatho Mogale       | 2005        | 0                  | 2024         |
| 44         | Sudafrika   | Jabulile Mazibuko     | 1993        | 1                  | 2023         |
| Angriff    |             |                       |             |                    |              |
| 03         | Sudafrika   | Amanda Mthandi        | 1996        | 18                 | 2023         |
| 06         | Sudafrika   | Bongiwe Thusi         | 1991        | 43                 | 2023         |
| 09         | Sudafrika   | Gabriela Salgado      | 1998        | 31                 | 2012         |
| 15         | Sudafrika   | Nokwazi Mnomiya       | 1996        | 0                  | 2014         |
| 19         | Sudafrika   | Keolebogile Putu      | 1999        | 0                  | 2023         |
| 21         | Sudafrika   | Aliyaah Allie         | 2004        | 0                  | 2023         |
| 23         | Sudafrika   | Tanna Hollis          | 2005        | 0                  | 2018         |
| 28         | Sudafrika   | Lerato Makhanya       | 1994        | 0                  | 2023         |

## Management

### Trainer
Stand: 4. Februar 2024
| Position                          | Name            |
| --------------------------------- | --------------- |
| Cheftrainer 1. Mannschaft         | Mitch Stevens   |
| Co-Trainerin 1. Mannschaft        | Janine van Wyk  |
| Co-Trainerin 1. Mannschaft        | Unathi Mabena   |
| Torwarttrainer 1. Mannschaft      | Bafana Nhlapo   |
| Cheftrainer 2. Mannschaft         | Ronald Molepo   |
| Cheftrainer Regionalmannschaft    | Djion Hungwe    |
| U16-Cheftrainer                   | Kenneth Sithole |
| U14-Cheftrainerin                 | Claudia Raposo  |
| Cheftrainerin Nachwuchsmannschaft | Nicola Schulz   |

### Management
| Position                      | Name            |
| ----------------------------- | --------------- |
| JVW FC Mitgründerin           | Janine van Wyk  |
| JVW FC Mitgründerin           | Lauren Duncan   |
| Leiter Entwicklungsabteilung  | Perry Stevens   |
| Managerin                     | Sadie Niekerk   |
| Leiterin Abteilung Operatives | Talia Swartbooi |

Quelle: 